# Hilyó
Hilyó (szlovákul: Hýľov) falu Szlovákiában, a Kassai kerület Kassa-környéki járásában.

## Fekvése
Kassától 11 km-re, nyugatra fekszik.

## Története
1330-ban „Hylo”, 1332-ben „Hylou” néven említik. Neve az ősszláv gyl (= süvöltő madár) főnévből származik. 1330-ban Csurka István fiai: Tamás, Miklós és János osztoztak a családi birtokon. A falutól délnyugatra, az Ida-patak jobb partján ekkor kisebb vár is állt, melynek azonban ma nyoma sincs. A falu temploma az 1320-as években épült, de erről az 1332 és 1337 között felvett pápai tizedjegyzék még nem tesz említést. 1367-ben Nagy Lajos király oklevele kisidai Csurka Tamás fiát Pétert és testvérét megerősíti birtokában. Mivel a falu határában ezüstöt bányásztak, ennek jövedelmét 1401-ben Luxemburgi Zsigmond a maga számára vette át. 1427-ben 18 portát számláltak a településen, ez hozzávetőlegesen 140 lakost jelent. Bár Kassa mindent elkövetett, hogy a falut megszerezze, 1446-ban a birtokvitában még Gecse Györgynek, Istvánnak és Miklósnak ítélték. 1491-ben II. Ulászló király Kassa városának adta. 1553-ban 11 és fél portája volt 30 lakossal. A 16–17. században délről, a török elől nagy számú magyar menekült érkezett a településre, ennek következtében az átmenetileg magyar többségű lett. 1657-ben a fintai Daróczi István barokk kastélyt épített ide. 1696-ban hat parasztcsalád mellett egy bíró és egy zsellércsalád élt itt. 1720-ban 11 paraszti ház állt a településen. 1773-ban 51 családjából 41 gazda és 10 zsellér volt. A 18. században határában vasat bányásztak és a 19. században vasolvasztó hámor is épült ide.
A 18. század végén Vályi András így ír róla: „HILLÓ. Tót falu Abaúj Várm. földes Ura B. Mesko Uraság, lakosai katolikusok, fekszik Kassához nap. ny. egy mértföldnyire, ’s az Uraságnak kastéllyával ékes, határjának nagy része köves, sovány, és hegyes; de vagyonnyait jól eladhattya.”
1828-ban 79 házában 659 lakos élt. Lakói főként mezőgazdaságból, erdei munkákból, fűrészelésből éltek.
Fényes Elek 1851-ben kiadott geográfiai szótárában így ír a faluról: „Hilyó, (Hilow), magas hegyek közt fekvő tót falu, Abauj vmegyében: 592 kath., 6 zsidó lak. Kath. paroch. templom. Van egy régi kastélya, vasbányája és hámora, fürészmalma s szép fenyves erdeje. F. u. b. Mesko. Ut. p. Kassa.”
Borovszky Samu monográfiasorozatának Abaúj-Torna vármegyét tárgyaló része szerint: „Aranyidkáról visszatérve Kassa felé, egy kis kitérővel a Mexikobányán alul, utunkba ejtjük Hilyó községet, melynek 94 háza, 528 tót lakosa van. Postája Aranyidka. Katholikus templomának alapja nagyon régi, 1783-ban széplaki és enyiczkei báró Meskó Jakab ujjáépitette. E község nevezetessége egy nagy ódonszerü kastély, melynek oldalhomlokzatán a következő felirat olvasható: »Hoc Opus Fieri Curavit Generosus Dnus Stephanus Daróci De Finta Anno Dei 1657. Do.« Amiből kitünik, hogy e kastélyt 1657-ben fintai Daróczi István épitette. 1736-ban már báró Meskó Jakab tulajdona volt, ki azt vadászkastélynak használta, nagyterjedelmü és sziklába vájt kitünő pinczéit pedig borpinczéknek. Jelenlegi tulajdonosa özv. gróf Zichy Rezsőné szül. Péchy Jakobina, ki leányágon a báró Meskó családból származik.”
A trianoni diktátumig Abaúj-Torna vármegye Kassai járásához tartozott.

## Népessége
| Év:            | 1994. | 2004.   | 2014.    | 2024.    |
| -------------- | ----- | ------- | -------- | -------- |
| Emberek száma: | 417   | 434     | 503      | 558      |
| Eltérés:       |       | +4,07 % | +15,89 % | +10,93 % |

| Év:            | 2023. | 2024.   |
| -------------- | ----- | ------- |
| Emberek száma: | 556   | 558     |
| Eltérés:       |       | +0,35 % |

1880-ban 597 lakosából 548 szlovák és 14 magyar anyanyelvű volt.
1910-ben 476 lakosából 419 szlovák és 28 magyar anyanyelvű lakosa volt.
1941-ben 512 lakosából 463 szlovák és 49 magyar volt.
2001-ben 454 lakosából 451 szlovák volt.
2011-ben 480 lakosából 447 szlovák volt.
2021-ben 512 lakosából 504 szlovák, 1 (+1) magyar, (+2) ruszin, 3 (+2) egyéb és 4 ismeretlen nemzetiségű volt.

## Nevezetességei
- Szent Borbála tiszteletére szentelt, római katolikus temploma 1783-ban épült, 1958-ban megújították.